# Вајсејлија (Кентаки)
Вајсејлија (енгл. Visalia) град је у америчкој савезној држави Кентаки.

## Демографија
По попису из 2000. године број становника је 111.
| Група             | 2000.       | 2010.    |
| Белци             | 106 (95,5%) | 0 (0,0%) |
| Афроамериканци    | 0 (0,0%)    | 0 (0,0%) |
| Азијати           | 0 (0,0%)    | 0 (0,0%) |
| Хиспаноамериканци | 0 (0,0%)    | 0 (0,0%) |
| Укупно            | 111         | 0        |